# UNMIH
La Missione delle Nazioni Unite ad Haiti (UNMIH dall'inglese United Nations Mission in Haiti) è stata una missione di peacekeeping dell'ONU deliberata dal Consiglio di Sicurezza il 23 settembre 1993 con la risoluzione 867.
Il mandato della missione, richiesta dal governo degli Stati Uniti, era quello di assistere il neonato governo haitiano e garantire lo svolgimento di libere e democratiche elezioni presidenziali ed amministrative.
Il contingente fu composto all'incirca da 6.000 militari provenienti da: Algeria, Antigua e Barbuda, Argentina, Austria, Bahamas, Bangladesh, Barbados, Belize, Benin, Canada, Filippine, Francia, Gibuti, Guatemala, Guinea-Bissau, Guyana, Honduras, India, Irlanda, Giamaica, Giordania, Mali, Nepal, Nuova Zelanda, Pakistan, Paesi Bassi, Russia, Saint Kitts e Nevis, Saint Lucia, Stati Uniti d'America, Suriname, Togo, Trinidad e Tobago e Tunisia.
La missione si è conclusa nel giugno 1996 al termine delle elezioni legislative e presidenziali.
Il costo totale della missione è stato di 320 milioni di dollari; durante il periodo della missione sono deceduti 9 peacekeepers.